# Alexandru Moghioroș

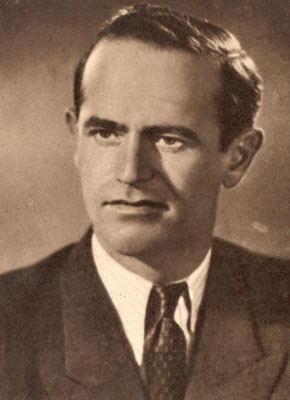
Alexandru Moghioroș

Alexandru Moghioroș (Geburtsname: Sándor Mogyorós; * 23. Oktober 1911 in Salonta Mare, Kreis Bihor; † 1. Oktober 1969 in Bukarest) war ein rumänischer Politiker der Rumänischen Kommunistischen Partei PMR (Partidul Muncitoresc Român) und ab 1965 PCR (Partidul Comunist Român), der unter anderem zwischen 1948 und 1965 Mitglied des Politbüros des Zentralkomitees (ZK) der PMR, von 1950 bis 1954 Mitglied des Organisationsbüros sowie Sekretär des ZK der PMR sowie zuletzt zwischen 1965 und 1968 Mitglied des Exekutivkomitees sowie Sekretär des ZK der PCR war.

## Leben
Der als Sándor Mogyorós geborene Moghioroș gehörte zur Minderheit der Magyaren in Rumänien und besuchte die vierjährige Grundschule sowie die dreijährige Mittelschule. 1929 trat er der damaligen Kommunistischen Partei PCR (Partidul Comunist din România) als Mitglied bei und wurde 1933 Mitglied sowie Sekretär des ZK der Union junger Kommunisten UTCdR (Uniunea Tineretului Comunist din România). 1936 wurde er in einem Verfahren gegen Ana Pauker in Craiova zu einer Freiheitsstrafe von 9 Jahren und 11 Monaten, einer Geldstrafe von 95.000 Lei sowie einem 10-jährigen Verbot der politischen Betätigung verurteilt aufgrund der Vorschrift Nr. 104/7, die im Juli 1936 vom Kriegsrat des 1. Armeekorps erlassen wurde. Ihm wurde dabei vorgeworfen, Verbrechen gegen den öffentlichen Frieden in Văcărești, Jilava, Caransebeș und Târgu Ocna begangen zu haben. Nach dem Umsturz vom 23. August 1944 wurde er aus der Haft entlassen, war dann zunächst Vertreter der PCR im Kreis Hunedoara und danach 1945 im Kreis Mureș.
Auf der Nationalkonferenz (Conferința Națională), die vom 16. bis 22. Oktober 1945 stattfand, wurde Moghioroș Mitglied des ZK der PCR und gehörte diesem Parteigremium auch bei den Nachfolgeparteien PMR und PCR bis Dezember 1968 an.
Moghioroș wurde auf dem Sechsten Parteitag der PMR vom 21. bis 23. Februar 1948 Mitglied des Politbüros des ZK der PMR und gehörte diesem Gremium auch bei den Nachfolgeparteien PMR und PCR bis zum 21. Juli 1965 an. 1948 wurde er erstmals Mitglied der Großen Nationalversammlung (Marea Adunare Națională) und vertrat in dieser bis 1952 zunächst den Wahlkreis Bihor, danach zwischen 1952 und 1957 den Wahlkreis Târgu Secuiesc, von 1957 bis 1961 den Wahlkreis Timișoara Nord-Vest, zwischen 1961 und 1965 den Wahlkreis Târgu Mureș Nord sowie zuletzt von 1965 und seinem Tod 1969 den Wahlkreis Regiunea Mureș. Während seiner Parlamentszugehörigkeit war er vom 13. April 1948 bis zum 21. April 1954 Mitglied des Präsidiums der Großen Nationalversammlung.
Am 24. Januar 1950 wurde Moghioroș Mitglied des Organisationsbüros des ZK sowie ZK-Sekretär und übte beide Funktionen bis zum Plenum des ZK der PMR am 20. April 1954 aus. Daneben fungierte er zwischen dem 18. Februar 1950 und dem 12. Februar 1951 auch als Präsident des Staatlichen Komitees für die Landwirtschaftlichen Produktionsgenossenschaften.
Er war weiterhin zwischen dem 21. April und dem 20. August 1954 erstmals Vizepräsident des Ministerrates sowie anschließend vom 20. August 1954 bis zum 3. Oktober 1955 Erster Vizepräsident des Ministerrates, ehe er zuletzt zwischen dem 19. März 1957 und dem 27. Juli 1965 abermals Vizepräsident des Ministerrates.
Auf dem Neunten Parteitag der PCR vom 19. bis 24. Juli 1965 wurde er zum einen Mitglied des Exekutivkomitees des ZK sowie zum anderen Sekretär des ZK der PCR und bekleidete beide Funktionen bis Dezember 1968.

## Ehrungen und Auszeichnungen
Für seine langjährigen Verdienste wurde Moghioroș mehrfach ausgezeichnet und erhielt unter anderem 1949 den Orden der Arbeit Erster Klasse (Ordinul Muncii), 1959 den Orden 23. August Erster Klasse (Ordinul 23. August) sowie 1966 den Orden Tudor Vladimirescu Erster Klasse (Ordinul Tudor Vladimirescu).